# Actophilornis
Actophilornis – rodzaj ptaków z rodziny długoszponów (Jacanidae).

## Zasięg występowania
Rodzaj obejmuje gatunki występujące w Afryce (Mauretania, Senegal, Gambia, Gwinea Bissau, Gwinea, Sierra Leone, Liberia, Wybrzeże Kości Słoniowej, Mali, Burkina Faso, Ghana, Togo, Benin, Niger, Nigeria, Kamerun, Czad, Sudan, Dżibuti, Somalia, Etiopia, Sudan Południowy, Republika Środkowoafrykańska, Gwinea Równikowa, Gabon, Kongo, Demokratyczna Republika Konga, Rwanda, Burundi, Uganda, Kenia, Tanzania, Malawi, Zambia, Angola, Namibia, Botswana, Zimbabwe, Mozambik, Eswatini, Lesotho, Południowa Afryka i Madagaskar).

## Morfologia
Długość ciała 23–31 cm; masa ciała samic 167–290 g, samców 115–224 g.

## Systematyka

### Etymologia
- Phyllopezus: gr. φυλλον phullon „liść”; πεζα peza „koniec, góra”[6]; młodszy homonim Phyllopezus Peters, 1877 (Reptilia).
- Actophilus: gr. ακτη aktē, ακτης aktēs „przybrzeżne pasmo, plaża”; φιλεω phileō „kochać”[7]; nowa nazwa dla Phyllopezus Sharpe, 1896, młodszy homonim Actophilus Agassiz, 1846[a] (Coleoptera).
- Actophilornis: gr. ακτη aktē, ακτης aktēs „przybrzeżne pasmo, plaża”; φιλεω phileō – „kochać”; ορνις ornis, ορνιθος ornithos – „ptak”[8]; nowa nazwa dla Actophilus Oberholser, 1899.

### Podział systematyczny
Do rodzaju należą następujące gatunki:
- Actophilornis africanus (J.F. Gmelin, 1789) – długoszpon afrykański
- Actophilornis albinucha (I. Geoffroy Saint-Hilaire, 1832) – długoszpon madagaskarski